# Harry Barton
Pour les articles homonymes, voir Barton.
Harry L. Barton Jr.,  né le 12 mai 1908 à Seattle et décédé le 12 août 2001, était un illustrateur américain.